# Camping i Tyrol
Camping i Tyrol er en dansk dokumentarfilm fra 1961 instrueret af Aksel Hald-Christensen.

## Handling
Optagelser fra følgende steder: Bregenz, Bodensøen, Imst, Innsbruck, Schwaz, Achensee, Rattenberg, Zell am See, Hallstatt, St. Wolfsgang, Bad Ischl og Salzburg. Desuden en passus om SOS Børnebyerne, som grundlagdes i Imst.